# Otto Lessmann

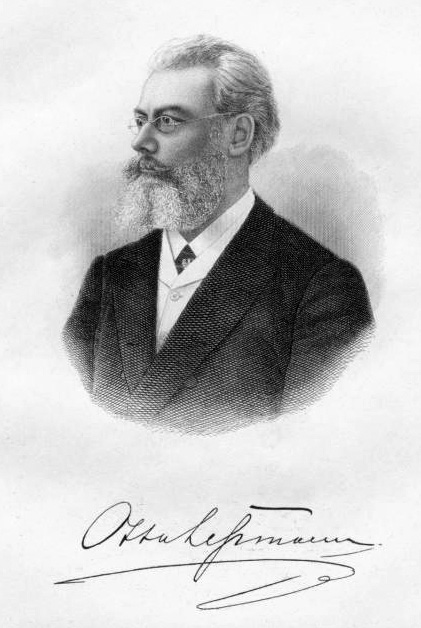
Otto Lessmann.

Otto Lessmann, född 30 januari 1844 i Rüdersdorf bei Berlin, död 27 april 1918 i Jena, var en tysk musiker.
Lessmann, som var lärjunge av bland andra Hans von Bülow och Friedrich Kiel, blev 1866 lärare vid Julius Sterns musikkonservatorium i Berlin, 1872 vid Kaiserin Augustastiftung i Charlottenburg (senare i Potsdam) och därjämte 1881 vid Xaver Scharwenkas och Karl Klindworths musikkonservatorium. 
Lessmann gjorde sig huvudsakligen känd som musikkritiker och förkämpe för den nytyska skolan, särskilt i den av honom 1881–1907 utgivna "Allgemeine (deutsche) Musikzeitung". Han komponerade bland annat sånger samt skrev en biografi över Franz Liszt (1881).